# Débarquement français à Malte

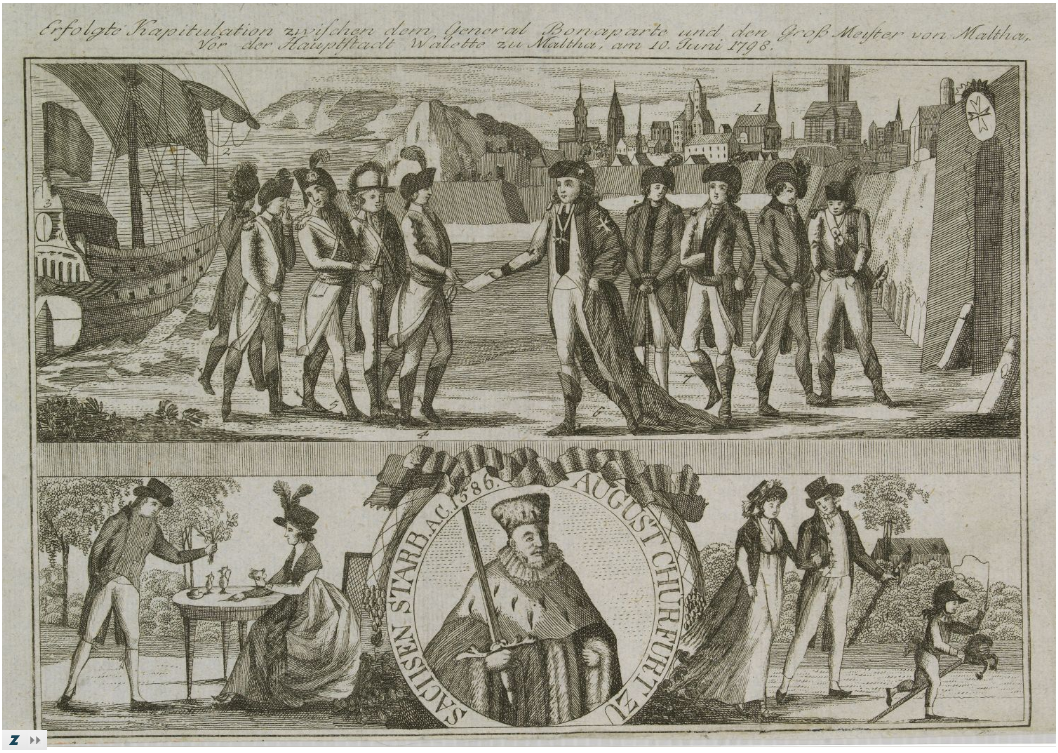
Gravure allemande représentant la capitulation de Malte devant Napoléon.

Le débarquement français à Malte le 11 juin 1798 est la conséquence de la détérioration des relations entre l'ordre de Saint-Jean de Jérusalem et les gouvernements issus de la révolution française.
Le 19 mai 1798, Bonaparte en route pour la campagne d'Égypte, quitte Toulon avec le gros de la flotte française et parvient à échapper à la flotte britannique de Nelson. Il se présente devant La Valette en demandant de faire aiguade (remplir les barriques d'eau) et devant le refus du grand maître de laisser entrer dans le port plus de quatre bateaux à la fois, Bonaparte débarque ses troupes et s'empare de Malte, les 11 et 12 juin 1798, assurant ainsi ses communications ultérieures avec la métropole. Le 19 juin 1798, la flotte française met le cap sur Alexandrie, après avoir laissé une garnison de trois mille hommes sur place.

## Contexte
L'ordre de Saint-Jean de Jérusalem était né comme ordre hospitalier des pèlerinages en Terre sainte, s'était développé comme ordre militaire des croisades, avait sauvé son existence et son indépendance, à la différence des Templiers, en devenant souverain de l'île de Rhodes. Son installation à Malte, après son éviction de Rhodes, en avait fait la première puissance maritime de la Méditerranée.
La France avait une place prépondérante dans les relations de puissance à puissance avec l'ordre de Saint-Jean de Jérusalem. En 1780, 65 % des bateaux relâchant à Malte battent pavillon français loin devant ceux de Raguse, Naples, Venise, l'Angleterre, Malte, la Grèce, la Suède, Gênes et la Russie. La France avait au XVIIIe siècle le monopole de l'importation des produits manufacturés à Malte. Les grands maîtres Pinto et Rohan ont fait construire de grands dépôts par où transite tout le commerce méditerranéen : « les marchandises d'Orient - blé, maïs, dattes, figues, raisins secs, huile, coton, soie, lin, cuirs - ou d'Occident - tissus, quincaillerie, fers, armes, munitions ». Le 11 août 1790, les députés déclaraient à la Constituante : « la nation française trouverait peut-être moins d'avantages à la possession de cette île qu'à l'alliance qui unit les deux puissances ».
Les bonnes relations de la France avec l'ordre de Saint-Jean de Jérusalem vont être mises à mal avec la Révolution. Dès les élections aux États généraux l'Ordre a dû prendre une position et le grand maître de Rohan fit valoir la souveraineté de l'Ordre pour ne pas siéger comme ordre religieux. Même si dans leur ensemble les frères de l'Ordre étaient plutôt opposés aux idées révolutionnaires certains seront élus députés comme les baillis Alexandre de Crussol d'Uzes, Jean-Baptiste de Flachslanden ou le chevalier Charles Masson d'Esclans.
Mais l'Assemblée nationale n'abdique pas dans son opposition à l'Ordre. Ainsi, le 30 juillet 1791, c'est la suppression des ordres de chevalerie. Il est alors interdit à tout Français, sous peine de perdre ses droits et même sa qualité de citoyen, de faire partie d'un ordre établi en pays étranger. Enfin le 19 septembre 1792, tous les biens de l'ordre de Saint-Jean de Jérusalem en France sont mis sous séquestre pour être vendus. Le grand maître de l'ordre de Saint-Jean de Jérusalem, Emmanuel de Rohan-Polduc entame de longues négociations avec la Convention qui de son côté recherche la préservation des intérêts commerciaux maritimes de la France. Pendant ce temps les succès militaires de l'armée républicaine en Italie y permettent aussi la confiscation des biens de l'Ordre. Si Rohan pense encore pouvoir préserver l'Ordre, les conventionnels envisagent maintenant la prise de l'archipel maltais en envoyant des agitateurs dès 1793. Avant, en octobre 1792, pendant la campagne d'Italie, une escadre aux ordres des amiraux Laurent Truguet et Latouche-Tréville, vient mouiller face à Malte, mais devant la mise en défense de la côte par le grand maître de Rohan, les bâtiments lèvent l'ancre sans autre action.
Le Directoire demande l'envoi à Malte d'un ministre pour représenter la France, Rohan refuse mais accepte la présence d'un agent consulaire en la personne de Jean-André Caruson. Sa résidence devient rapidement le lieu de cristallisation de toutes les oppositions. Les chevaliers des diverses langues du pays (d'Auvergne, de Provence, de France) sont partagés entre la fidélité ou l'opposition à l'Ordre, leur pays et les idées des lumières ou de la révolution. Les chevaliers des langues d'Aragon et de Castille s'élèvent contre l'augmentation des charges pour compenser les pertes françaises ou italiennes. Enfin les chevaliers des langues en guerre contre la République française apprécient peu la position des chevaliers acquis aux idées révolutionnaires.
En France, la mode égyptienne bat son plein : les intellectuels pensent que l'Égypte est le berceau de la civilisation occidentale et que la France se devait d'apporter les Lumières au peuple égyptien. Enfin, les négociants français installés sur le Nil se plaignent des tracasseries causées par les mamelouks.
C'est le Directoire qui décide du sort de l'ordre de Saint-Jean de Jérusalem et de Malte en même temps que la Campagne d'Égypte. Les directeurs font appel au général Bonaparte, déjà auréolé de succès, notamment grâce à la campagne d'Italie. Le but de l'expédition est de gêner la puissance commerciale britannique, pour laquelle l'Égypte est une pièce importante sur la route des Indes orientales. L'Égypte est alors une province de l'empire ottoman soumise aux dissensions des mamelouks, elle échappe au contrôle étroit du sultan.

## Préparation de l'expédition
40 000 hommes de troupes de terre et 10 000 marins sont réunis dans les ports de la Méditerranée et un armement immense se prépare à Toulon : treize vaisseaux de ligne, quatorze frégates, quatre cents bâtiments sont équipés pour le transport de cette nombreuse armée. La grande flotte de Toulon avait reçu la participation des escadres de Gênes, de Civitavecchia et de Bastia ; elle est commandée par l'amiral Brueys et les contre-amiraux Villeneuve, Duchayla, Decrès et Ganteaume.
Le général en chef Bonaparte a sous ses ordres Dumas, Kléber, Desaix, Berthier, Caffarelli, Lannes, Damas, Murat, Andréossy, Belliard, Menou et Zajaczek, etc. Parmi ses aides de camp il a son frère Louis Bonaparte, Junot, Duroc, Eugène de Beauharnais, Thomas Prosper Jullien, le noble polonais Sulkowski. L'accompagne aussi le mathématicien Gaspard Monge à la tête d'une délégation scientifique.
Bonaparte arrive à Toulon le 9 mai 1798. Il loge chez l'ordonnateur Benoît Georges de Najac, chargé de préparer la flotte avec Vence. Dix jours après, au moment de s'embarquer, s'adressant particulièrement à ses braves de l'armée d'Italie, il leur dit : « Je promets à chaque soldat qu'au retour de cette expédition, il aura à sa disposition de quoi acheter six arpents de terre ».
L'armée s'embarque pour se retrouver devant Malte. L'escadre de Civitavecchia (deux frégates et environ 70 bateaux de transport) avec Desaix, parti le 26 mai, précède les autres en arrivant devant Malte le 6 juin. L'escadre de Gênes part le 7 mai, celle de Bastia le 15 mai, celle de Toulon le 19 mai, pour se retrouver le 27 mai et arriver devant Malte le 9 juin.
Déjà en février 1798, une petite escadre française aux ordres de l'amiral Brueys avait demandé asile dans le grand port de La Valette pour faire des réparations ce qui lui permit d'évaluer les défenses de l'île. Mais cette fois-ci Bonaparte avait convaincu le Directoire : « L'île de Malte est pour nous, d'un intérêt majeur [...]. Cette petite île n'a pas de prix pour nous [...]. Si nous ne prenons point ce moyen, Malte tombera au pouvoir du roi de Naples ». Le général en chef de l'armée d'Orient avait obtenu l'autorisation de s'emparer de Malte pour empêcher une présence russe ou l'installation d'une base britannique si cela ne risquait pas de « compromette le succès des autres opérations dont il était chargé ».

## Prise de Malte
Le grand maître Ferdinand de Hompesch met l'île en défense avec Camille de Rohan et son conseil de guerre dont fait partie le commandeur Jean de Bosredon de Ransijat, secrétaire du trésor,. Il fallait à Bonaparte une bonne raison de faire débarquer ses troupes ; il savait que Malte accueillait tous les bâtiments pour faire aiguade (remplir les barriques d'eau) en vertu d'un traité de 1768 entre l'Ordre et, entre autres, la France, Naples, Espagne, mais seulement quatre bateaux à la fois. Desaix, se présente devant le port de Marsaxlokk et demande, le 10 juin, l'autorisation de faire entrer huit bâtiments ensemble dans le port. Devant le refus de Ferdinand de Hompesch, Bonaparte a un prétexte pour prendre l'île de force.
La défense de l'ouest de l'île est confiée au bailli Tommasi (70 ans) et l'est au bailli de Clugny (72 ans). Trois cent soixante-deux chevaliers, dont deux cent soixante Français, aidés de deux mille miliciens maltais, peu enclins au combat, devaient s'opposer à quinze mille Français débarquant à St Paul's Bay, Spinola Bay et Gozo à 10 h du matin le 10 juin. Tommasi fait face avec des hommes sans arme, le bailli de la Tour du Pin-Montauban et 16 jeunes frères servent eux-mêmes les canons quand les troupes désertent, le vieux bailli de Tigné se fait porter sur les remparts malade et grabataire, la ville de L-Imdina signe sa reddition dès le 10 juin ; Vincenzo Barbara représente la République française, Gregorio Bonici et le capitaine della Verga l'Ordre, contresigné par Salvador Manduca, Fernandino Teuma, Salvatore Tabone (jurés de la ville) et Romualdo Barbaro (représentant la population).
Devant cette victoire facile, Bonaparte devait déclarer que « les chevaliers ne firent rien de honteux, ils furent livrés » et, pour le général Casabianca, « il est fort heureux qu'il se soit trouvé quelqu'un ici pour nous ouvrir les portes de cette place ». Le bailli de la Tour du Pin-Montauban était quant à lui convaincu que les chevaliers francs-maçons allemands de l'entourage de von Hompesch étaient responsable de cette défaite. Il faut constater que le citoyen Matthieu Poussielgues, secrétaire de la légation française de Gênes, qui avait des parents à Malte en son cousin le consul de France Caruson, et était arrivé sur l'île en décembre 1797, peu après l'élection de von Hompesch, porteur d'une commission de Bonaparte, pour évaluer officiellement l'état du commerce français dans l'archipel et officieusement d'inspecter les défenses de l'île et de regrouper les partisans des Français, était partie liée à la négociation du traité comme « contrôleur de la trésorerie, chargé de régler les articles de la suspension d'armes » tout comme Jean de Bosredon de Ransijat qui signe le traité pour l'Ordre. Ils feront tous deux partie des commissions que Bonaparte mettra en place pour administrer l'archipel après son départ. Von Hompesch reçoit au milieu de la nuit une délégation de notables maltais lui demandant de mettre fin aux hostilités pour éviter un massacre des chevaliers et aussi des maltais, mais celui-ci refuse espérant toujours l'intervention de la flotte anglaise. La délégation fait malgré tout parvenir à Bonaparte, certainement par l'intermédiaire de Bosredon, un message lui indiquant que l'île est prête à traiter. Une délégation française conduite par Junot, comportant le commandant Dolomieu (le contact de Bosredon) et Poussielgue, fait connaitre au grand maître les termes d'un accord, mais en demandant la suspension d'armes, le 11 juin, von Hompesch est encore convaincu que la souveraineté de l'Ordre sur Malte n'était pas en cause. Le fort Rohan « eut l'honneur de tirer le dernier coup de canon pour la défense de l'Ordre à Malte ». Les galères de l'Ordre firent honneur à leur réputation en engageant sérieusement le contre amiral Denis Decrès.

## Traité de reddition
Un traité de reddition est signé le 12 juin à bord de L'Orient. Signé par Bonaparte pour la République française, et par le commandeur Jean de Bosredon de Ransijat, le bailli de Turin Frisani, le chevalier Filipe de Amari pour l'ordre de Saint-Jean de Jérusalem, le baron Mario Testaferrata, les docteurs G. Nicole Muscat et Benedetto Schembri pour la population maltaise.
Les mêmes signent à la suite un document précisant les conditions militaires de reddition.
Ainsi la République française prend possession de l'archipel maltais qu'elle devra abandonner deux ans plus tard. Bonaparte, pour aider sa campagne d'Égypte, s'empare du trésor de l'ordre de Saint-Jean de Jérusalem pour un montant évalué à 3 millions de francs en or et en argent et les troupes françaises de 1 500 canons, 3 500 fusils, 1 500 caisses de poudre, 2 vaisseaux, 2 frégates et 4 galères.